# Mercuri Urval International
Mercuri Urval International AB er en international management- og konsulentvirksomhed, der blandt andet beskæftiger sig med rekruttering, medarbejderudvikling og lederudvikling. Selskabet er grundlagt i 1967 i Sverige af Håkan Eriksson (f. 1937) og er fondsejet.
Selskabet har kontorer i Europa, Asien, USA og Australien og opererer globalt i 70 lande. Virksomheden beskæftiger mere end 500 ledelseskonsulenter og researchere.
Mercuri Urval har opereret i Danmark siden 1974 og har kontorer i Hellerup, Aarhus og Kolding. Den danske afdeling medvirker til at besætte topledelsesposter i det offentlige og  private erhvervsliv.